# Nagrada Matice hrvatske za književnu i umjetničku kritiku "Antun Gustav Matoš"
Nagrada Matice hrvatske za književnu i umjetničku kritiku "Antun Gustav Matoš", nagrada je za književnu i umjetničku kritiku. Dodjeljuje se u spomen na hrvatskoga književnika Antuna Gustava Matoša. 

## Dobitnici
- 1999.: Igor Mandić, za knjigu Književno (st)ratište.
- 2000.: Ivan J. Bošković, za knjigu Iskustvo drugoga.
- 2001.: nije dodijeljena.[1]
- 2002.: Krunoslav Pranjić, za knjigu O Krležinu stilu & koje o čem još.
- 2003.: Boris Senker, za knjigu Pozornici nasuprot.
- 2004.: Ana Lederer, za knjigu Vrijeme osobne povijesti: ogledi o suvremenoj hrvatskoj drami i kazalištu.
- 2005.: Daniel Načinović, za knjigu Desk.
- 2006.: Zvonimir Mrkonjić, za knjigu Prijevoji pjesništva I i II.
- 2007.: Ivica Matičević, za djelo Prostor slobode: književna kritika u zagrebačkoj periodici 1941 - 1945.
- 2008.: Pavao Pavličić, za knjigu Mala tipologija moderne hrvatske lirike.
- 2009.:
- 2010.: Branimir Bošnjak, za knjigu Hrvatsko pjesništvo: pjesnici 20. st., I. i II.[2]
- 2011.: Sanja Nikčević, za knjigu Kazališna kritika ili neizbježni suputnik.[3]
- 2012.: Milan Mirić, za knjigu Eseji.[4]

## Vanjske poveznice
- Nagrade i odličja Matice hrvatske  Arhivirana inačica izvorne stranice od 30. srpnja 2016. (Wayback Machine), matica.hr